# 傑利科 (加利福尼亞州)
傑利科（英語：Jellico）是位於美國加利福尼亞州拉森縣的一個非建制地區。該地的面積和人口皆未知。

## 地理
傑利科的座標為40°50′42″N 121°17′34″W / 40.84500°N 121.29278°W，而該地的平均海拔高度為1571米（即5154英尺）。